# バラエティ (日本の雑誌)
『バラエティ』は、角川書店が1977年から1986年まで刊行していた月刊雑誌。角川書店のカルチャー情報誌で、角川映画をはじめとする角川書店の自社PR誌の色彩が強い一方、その他の映画、小説、漫画、音楽などに関する記事も多く、1970年代から1980年代のサブカルチャー雑誌という面もあった。

## 誌面構成
創刊されたのは、角川書店が映画製作に乗り出して間もない頃であり、実際に角川映画に関する記事が誌面を占める割合は高かったが、角川以外の邦画や洋画に関する記事も充実していた。角川映画の宣伝雑誌の側面もあったが、角川映画に対する批判も隠すことなく掲載されていた。
角川春樹事務所に所属する、薬師丸ひろ子・原田知世・渡辺典子のファンマガジンとしての役割も果たしていた。薬師丸ひろ子は事務所の方針でファンクラブを持たないといった事情もあり、マスメディアへの露出を抑えていた3人の近況を伝える唯一の雑誌でもあった。同年齢の3人・薬師丸ひろ子、杉田かおる、荻野目慶子の鼎談が掲載された号も存在した。
角川の女優以外にも、個性派俳優である佐藤慶や成田三樹夫らのインタビュー記事なども掲載されていた。
杉作J太郎は『バラエティ』誌について、「頭を下げて雑誌や新聞に書いてもらうより、自分ちで雑誌を作ればいいだろと作った、ほとんど全ページ自社の映画の宣伝、解説という雑誌だった。当時のほかの雑誌の半分程度の値段だったと記憶する安い本で、『なんでェ、宣伝ばっかじゃねえの！』とそう思いながらも映画のことが頭に刷り込まれていった。唸りたくなるなるほど大胆かつ冴えた商売である。薬師丸ひろ子のかわいいポートレートなんかも載ってまして、ずいぶん世話になった奴もいた模様です」と感想を述べている。
また漫画に関する記事も充実しており、漫画出版社「綺譚社」社長も務めたフリー編集者の秋山協一郎（高野文子の夫でもある）が『バラエティ』の編集を担当していた時期もあった。
いしいひさいち、いしかわじゅん、永井豪などの漫画作品が掲載されていたばかりでなく、大友克洋などによるユニークな連載（漫画作品ではない）もあり、吾妻ひでおのイラストと新井素子のエッセイによるコラボ連載「ひでおと素子の愛の交換日記」は後に書籍化された（#主な連載も参照）。
映画監督の樋口真嗣は、宮崎駿や大友克洋の名前を知ったのは、映画雑誌『キネマ旬報』やアニメ雑誌『アニメージュ』ではなく、『バラエティ』のインタビュー記事や連載だった、と述べている。
そのほか、ポピュラー音楽（主にJ-POP）に関する記事もあり、ムーンライダーズのリーダー鈴木慶一が「K1の "胸キュン"」と題する連載を持ったり、THE ALFEEなど当時の人気ミュージシャンが取り上げられていた。

## 主な連載
- 饅頭こわい（大友克洋）1979年8月号-1983年2月号
- 変人十二面相（小林信彦）1980年9月号-1981年4月号
  - 旺文社の月刊誌『中三時代』（1964年-1983年）[11]の連載を引き継いだもの。
- ひでおと素子の愛の交換日記（イラスト：吾妻ひでお、エッセイ：新井素子）1981年4月号-1986年3月号
  - 1984年-1986年に角川書店から単行本化、1987年に角川文庫化（ともに全3巻）。
- ド田舎ストーリー（安彦良和）1982年9月号-1982年11月号
- シンボーズ・オフィスへようこそ（南伸坊、鏡明、関三喜夫）
  - 3人の鼎談連載。イラストは南伸坊が担当[注釈 2]。
- K1の "胸キュン"（鈴木慶一）[注釈 1]。
  - 「K1（けいいち）」は、鈴木が当時自称していたニックネーム。鈴木と関わりのあるミュージシャンをゲストに招き、対談形式でインタビューを行う企画。
- 凄ノ王伝説・火神子（永井豪）1985年6月号-1986年3月号
  - 漫画連載。詳細は当該記事を参照。
- 久住昌之の人生読本（久住昌之）連載開始・終了時期不明